# Helmut Klöpsch
Helmut Klöpsch (* 4. Dezember 1939 in Schönwald, Landkreis Tost-Gleiwitz; † 13. September 2019) war ein deutscher Biathlet. Er nahm für die gesamtdeutsche Mannschaft 1964 in Innsbruck an den Olympischen Winterspielen teil.

## Karriere
Helmut Klöpsch startete für die SG Dynamo Zinnwald. Er nahm im Rahmen der Biathlon-Weltmeisterschaft 1962 in Hämeenlinna an seiner ersten Weltmeisterschaft teil und wurde 13. des Einzels. 1963 folgte in Seefeld in Tirol ein 18. Platz. Zum Karrierehöhepunkt wurden die Olympischen Winterspiele 1964 in Innsbruck, wo Klöpsch 31. wurde. Es waren bis zur Wiedervereinigung 1990 die letzten Spiele, bei denen DDR und BRD ein gemeinsames Team bildeten, bei Weltmeisterschaften startete Klöpsch immer für die DDR. Letztes Großereignis wurden die Biathlon-Weltmeisterschaften 1967 im heimischen Altenberg, bei denen er den 16. Platz erreichte.
National gewann Klöpsch bei den DDR-Meisterschaften im Biathlon 1963 in Klingenthal im Einzel Silber hinter Hans-Dieter Riechel und gewann mit Riechel, Dieter Ritter und Heinz Kluge den Titel in der Militärpatrouille. 1965 wurde er mit Kluge, Horst Koschka und Dieter Speer in der Militärpatrouille Vizemeister hinter der Vertretung des ASK Vorwärts Oberhof. 1967 wurde Klöpsch erneut Vizemeister im Einzel, dieses Mal hinter Egon Schnabel und Staffelmeister mit Hansjörg Knauthe, Claus Schubert und Horst Koschka. Seinen letzten Titel gewann er bei den DDR-Meisterschaften im Biathlon 1968, wo er Staffelmeister mit Schubert, Koschka und Speer wurde. 1963 gewann er mit Kluge, Riechel und Ritter auch den DDR-Vizemeistertitel im Skilanglauf.